# Юань Чанг
Юань Чанг (спрощ.: 张远; кит. трад.: 張遠; піньїнь: yuǎn zhāng; англ. Yuan Chang нар. 17 листопада 1959, Тайбей, Республіка Китай) — американська вірусологиня та епідеміологиня, відкривачка  (разом з чоловіком) двох вірусів людини, один з яких спричиняє саркому Капоші, (яка при ВІЛ-інфекції є підставою діагностувати її IV клінічну стадію — СНІДу), другий — ракові клітини карциноми Меркель.

## Нагороди та визнання
- Професорка Американського Ракового Товариства
- 1997: Маєнбурзька премія[en]
- 1998: Премія Роберта Коха[en]
- 1999: Премія за досягнення в галузі науки і техніки мера Нью-Йорка
- 2003: Премія Мотта[en][2]
- 2003: Премія Пауля Маркса[en]
- 2004: член Американського товариства клінічних досліджень
- 2009: Carnegie Life Sciences Award
- 2010: член Американська академія мікробіології[en]
- 2012: член Національної академії наук США
- 2012: Премія Марджорі Стівенсон[en]
- 2014: член Асоціації американських лікарів
- 2015: член Національної ракової консультативної ради (NCAB) США
- 2017: Clarivate Citation Laureates[3]
- 2017: Премія Пауля Ерліха та Людвіга Дармстедтера[en]
- 2017:Премія Пассано[en]

## Доробок
- Chang, Y; Cesarman, E; Pessin, M та ін. (1994). Identification of herpesvirus-like DNA sequences in AIDS-associated Kaposi's sarcoma. Science. 266: 1865—9. doi:10.1126/science.7997879. {{cite journal}}: Явне використання «та ін.» у: |last4= (довідка)
- Moore, PS; Chang, Y (1995). Detection of herpesvirus-like DNA sequences in Kaposi's sarcoma in patients with and without HIV infection. N Engl J Med. 332 (18): 1181—5. doi:10.1056/nejm199505043321801.
- Cesarman, E; Chang, Y; Moore, PS; Said, JW; Knowles, DM (1995). Kaposi's sarcoma-associated herpesvirus-like DNA sequences in AIDS-related body-cavity-based lymphomas. N Engl J Med. 332 (18): 1186—91. doi:10.1056/nejm199505043321802.
- Antman, K; Chang, Y (2000). Kaposi's sarcoma. N Engl J Med. 342 (14): 1027—38. doi:10.1056/nejm200004063421407.